# Burgwall Tüzen
Der Burgwall von Tüzen, einem Ortsteil der Gemeinde Kriesow im Landkreis Mecklenburgische Seenplatte, befindet sich auf dem Schlossberg am Badestrand des Tüzer Sees. Slawische Keramikscherben zeigen, dass das Areal schon im slawischen Zeitalter genutzt wurde. Möglicherweise existierte hier eine slawische Höhenburg, von der aus das nahe Umland kontrolliert wurde. Im 12./13. Jahrhundert kam die Gegend im Zuge der deutschen Ostexpansion unter deutsche Hoheit. Auf dem Schlossberg wurde nun eine neue frühdeutsche Burg errichtet, von wo aus das Land „Tucen“ verwaltet wurde. Wie lange diese Burg bestand, ist nicht bekannt. Steinerne Burgreste sind auf dem Plateau keine mehr vorhanden. Durch die natürliche Schutzlage konnte man auf zusätzliche Erdwälle verzichten. Der einzige Zugang zum Burgplateau führte von Norden heran.